# 41 Pantsergeniebataljon
Het 41 Pantsergeniebataljon (41 Pagnbat) is in Oirschot gelegerd. Het maakt deel uit van 13 Lichte Brigade, eveneens in Oirschot gehuisvest. Het bataljon bestaat uit 525 personen, verdeeld over 4 compagnieën.

## Omschrijving
Het bataljon bestaat uit vier eenheden: een Staf- en stafcompagnie, twee pantsergeniecompagnieën (411 en 412 pantsergeniecompagnie) en 414 CBRN Verdedigingscompagnie.
De stafcompagnie omvat de bataljonsstaf, die zelfstandig of als onderdeel van de brigade operaties kan aansturen. Zij is bij uitstek geschikt voor het aansturen van humanitaire hulpoperaties, bijvoorbeeld de steun die zij in Irak aan de Koerden heeft gegeven. Daarnaast is de bataljonsstaf ingezet als Provinciaal Reconstructie Team in Afghanistan. Naast de bataljonsstaf zit binnen de stafcompagnie ook een Engineer advanced reconnaissance and search. Dit peloton kan verkenningen uitvoeren met geavanceerde optiek vanuit de Fennek, maar heeft met de advanced searchcapaciteit ook middelen beschikbaar om forensisch bewust te zoeken naar mensen of voorwerpen. Voorwerpen zijn bijvoorbeeld wapens, drugs, documenten, geld of bewijsmateriaal; doordat onder de grond en achter muren kan worden gezocht blijft weinig verborgen.
Het bataljon beschikte aanvankelijk over drie pantsergeniecompagnieën, waarvan er in 2012 één werd opgeheven. De pantsergenisten zorgen voor de gevechtssteun aan manoeuvre-eenheden. Dat betekent dat zij zorgen voor Freedom of Movement door bijvoorbeeld brugslag of wegherstel te plegen of bermbommen te vinden en onschadelijk te maken. Daarnaast kunnen zij wegversperringen opwerpen en zorgen zij voor bescherming, door bijvoorbeeld wachtposten of kampementen te bouwen. Veel pantsergenisten zijn double-hatted opgeleid en hebben ook een constructie achtergrond.
In 2012/2013 wordt ook de 414 CBRN Verdedigingscompagnie (414 CBRN Verdcie) opgericht. De 414 CBRN Verdcie heeft drie ontsmettingspelotons en een detectie-, identificatie en monitoringpeloton DIM pel. Zij kunnen chemische, biologische, nucleaire of radiologische besmettingen detecteren en zo nodig personeel, materieel en infrastructuur ontsmetten. Ook kan de eenheid constructietaken uitvoeren.